# Glaubwürdigkeit
Glaubwürdigkeit ist ein Maß der Bereitschaft des Adressaten, die Aussage einer anderen Person als gültig zu akzeptieren. Erst im Weiteren wird der Person und ihren Handlungen Glauben geschenkt. Glaubwürdigkeit ist eine attributionale Eigenschaft, die anderen zugeschrieben wird. Vor allem die Rechtswissenschaften, Psychologie, Politikwissenschaft und Kommunikationswissenschaft widmeten sich dem Thema in den letzten Jahrzehnten. Glaubwürdigkeit ist von zentraler Bedeutung für die Wirksamkeit von Handlungsmotiven und spielt daher in der Öffentlichkeitsarbeit, Marktforschung und Meinungsforschung (Public Relations) eine wichtige Rolle.
Das Synonym lautet Kredibilität, abgeleitet vom lateinischen Wort credibilis (glaubhaft, glaubwürdig). Englische Ausdrücke sind belief oder credibility. Decken sich das angestrebte Bild und die Rezeption (das Fremdbild) bei der Zielgruppe nicht, spricht man von Credibility Gap (Glaubwürdigkeitslücke) oder Unglaubwürdigkeit.

## Formulierung der Glaubwürdigkeit in verschiedenen Fachgebieten

### Rhetorik nach Aristoteles
In der öffentlichen Rede (Rhetorik) hat schon Aristoteles die Glaubwürdigkeit eines Sprechers und seinen Charakter als eine Form der Beweisführung betrachtet. Aristoteles ordnete sie dem Ethos, der moralischen Integrität, einer Person zu. In Kontrast dazu sah er Logos (gedankliche Richtigkeit) und Pathos (emotionelle Überzeugungskraft).

#### Spieltheorie
Erst in jüngster Zeit wird versucht, Glaubwürdigkeit als solche auch in einen Kontext der Messbarkeit (Operationalisierung) zu stellen. Wichtige Grundlagen erarbeitet hier die Spieltheorie, die über Spielversuche die Glaubwürdigkeit beim Gegenspieler im Spielergebnis zu überprüfen und quantifizieren sucht. Glaubwürdigkeit bedeutet im spieltheoretischen Sinne die Überzeugung des Gegenspielers, dass die Ankündigungen tatsächlich eintreten. Eine der zentralen Erkenntnisse ist, dass „Glaubwürdigkeit verdient werden muß“.

### Sozialwissenschaft
Die aktuelle Sozialwissenschaft hat generell verschiedene Dimensionen der Glaubwürdigkeit gefunden. Berlo and Lemert nennen drei:
- Kompetenz
- Vertrauenswürdigkeit
- Dynamismus

### Rechtsbegriff
Glaubwürdigkeit als Rechtsbegriff bezeichnet die Vertrauenswürdigkeit eines Zeugen im Rahmen der richterlichen Beurteilung einer Zeugenaussage.
Im Gegensatz dazu steht die Glaubhaftigkeit der Aussage selbst, das heißt das Maß ihrer Fähigkeit, Vertrauen in ihre Richtigkeit zu erwecken oder aufrechtzuerhalten. Erst durch beide zusammen kann der Wahrheitsgehalt der Zeugenaussage ermittelt werden. 

#### Urteilsfehler im juristischen Kontext
Glaubwürdigkeit bezieht sich auf die Vertrauenswürdigkeit und Zuverlässigkeit, die einer Person oder Informationsquelle zugesprochen wird. Sie kann unter anderem durch Kompetenz oder Vertrauenswürdigkeit entstehen. Experten fanden heraus, dass dies nicht einzigen Aspekte sind, die zu einer Beurteilung der Glaubwürdigkeit führen könnten. Obwohl der genaue Mechanismus nicht vollständig geklärt ist, deuten die Ergebnisse auf die Bedeutung von ersten Eindrücken und der automatischen Verarbeitung von Gesichtsinformationen im Bezug auf die Glaubwürdigkeit hin. Dies kann dazu führen, dass unbewusste Assoziationen oder Wertungen die Urteilsfindung im Gericht beeinflussen, ohne dass die Beteiligten dies bewusst wahrnehmen. Eine Verarbeitung von Gesichtsinformationen erfolgt recht schnell, da nach einer flüchtigen Gesichtspräsentation von 100 ms systematische Vertrauenswürdigkeitsbeurteilungen vorgenommen werden konnten, wie in einer Studie aus dem Jahr 2006 herausgefunden wurde. Glaubwürdigkeit kann weiterhin durch Merkmale wie zum Beispiel das Tragen einer Brille oder Gesichtstattoos in der Wahrnehmung des Unparteiischen für eine verzerrte Beurteilung der Glaubwürdigkeit führen. In einer Studie aus 2015 verglichen Forscher zwei Gruppen von Gefangenen und ließen deren Vertrauenswürdigkeit schätzen. Gruppe 1 waren lebenslänglich Inhaftierte und Gruppe 2 zum Tode verurteilte Straftäter. Sowohl bei unschuldigen als auch bei schuldigen Personen korrelierte eine niedrig wahrgenommene Vertrauenswürdigkeit mit strengeren Strafen. Die Replikation des Effekts fand anhand von Fotos von den Gesichtern die unschuldig zum Tode / lebenslang verurteilt wurden statt. Die Ergebnisse der Forschung heben die ethischen Implikationen von unbewussten Vorurteilen im Justizsystem hervor. Ungerechte Urteile aufgrund des Aussehens können zu schwerwiegenden Fehlurteilen führen, insbesondere bei der Todesstrafe. Die Studie zeigt die Notwendigkeit weiterer Forschung auf, um die zugrunde liegenden Mechanismen zu verstehen und Strategien zur Minderung dieser verzerrten Wahrnehmung zu entwickeln.

### Markt- und Meinungsforschung
Die Glaubwürdigkeit eines Produkts, einer Marke, eines Parteiprogramms oder Kampagne, beziehungsweise der Personen oder Institutionen, die sie vertreten, ist ein zentraler Faktor der Markt- und Meinungsforschung in Politik, Wirtschaft und anderen angewandten Gesellschaftswissenschaften.
Dabei gibt es zahlreiche Datensätze, in deren Rahmen die Glaubwürdigkeit miterhoben wird.
Ein Beispiel ist die richtungsweisende Rochester-Studie (Politz 1960) über Zeitungsannoncen in der Saturday Evening Post:
- Markenbekanntheit (brand familiarity) (Frage: „Wenn Sie an … denken, welche Marke oder Marken fallen Ihnen zuerst ein?“)
- Bekanntheit der Aussage (claim familiarity) (Frage: „Einmal abgesehen davon, ob sie daran glauben oder nicht, welche Aussagen über … sind Ihnen geläufig?“)
- Glaubwürdigkeit der Aussage (belief in claim) (Frage: „Was sind die Vorzüge von …?“)

Heute fasst man etwa drei Grundfaktoren Glaubwürdigkeit, Bekanntheit und Akzeptanz zusammen.

### Presse und Internet
Durch die Presse und das Internet stehen Menschen eine Vielzahl von Informationen zur Verfügung. Diese Informationen werden meistens nicht durch fachlich einschlägige Experten, sondern durch fachlich unzureichend qualifizierte Journalisten, soziale Netzwerke und personalisierte Suchmaschinen gefiltert. Hierdurch entstehen Filterblasen, welche Bestätigungsfehler massiv verstärken. Abhängig davon, welche Meinung man vertritt, lassen sich auch Quellen finden, welche diese Meinung scheinbar bestätigen. 
Aufgrund dieser Verstärkung von Bestätigungsfehlern ist es besonders wichtig, die Glaubwürdigkeit von Informationsquellen beurteilen zu können. Allerdings gibt es hierfür keine generell gültige Methode, sondern lediglich eine Vielzahl von Indikatoren. 
| Indikator                               | Indikator für Glaubwürdigkeit | Indikator für fehlende Glaubwürdigkeit |
| --------------------------------------- | --- | --- |
| Autor                                   | - Der Autor ist auf dem Fachgebiet ausgebildet. (z. B. ein auf das Gebiet spezialisierter Arzt bei bestimmten Medizinthemen) - Es gibt die Möglichkeit den Autor zu kontaktieren. - Es gibt fachlich einschlägige Quellen, welche in der gegebenen Thematik auf den Autor verweisen. | - radikale Ansicht, welche andere Ansichten verachtet (z. B. Ausländerfeindlichkeit) - esoterische oder religiöse Ansichten (z. B. Quantenheilung oder Reinkarnation) - Unkenntnis der wissenschaftlichen Methode (verwechselt z. B. Theorie und Hypothese) - Der Autor steht in einem Interessenskonflikt |
| Herausgeber                             | - Der Herausgeber hat ein Peer-Review. - Inhaber und Teilhaber des Unternehmens einsichtlich. - Öffentliche Finanzdaten. - Eine große Zahl an technisch-wissenschaftlichen Artikeln. - Transparente Selbstkorrektur mit Angabe eines Änderungsgrunds und -Zeitpunkts                 | - Der Herausgeber unterliegt einer staatlichen Zensurstelle. - Interessenskonflikte (z. B. ein Automagazin, welches von einem bestimmten Hersteller gesponsert wird.) - Verzerrung aufgrund einer politischen Agenda (z. B. dürfte ein Magazin, welches sich mit der Wildjagd befasst, eine Verzerrung hin zum Waffenbesitz und gegen Tierschutz haben) - Einfluss auf den Herausgeber durch Lobbyismus - Ausrichtung an eine nicht-fachliche Zielgruppe (z. B. Boulevardzeitung) - Angebot von Produkten bzw. Werbung für Produkte, welche bei genannten Schwierigkeiten helfen sollen. - Artikel werden häufig auf Aufklärungsseiten bemängelt. - Häufige Gegendarstellungen (Indikator für mangelnde Qualitätssicherung) - Das Ausbleiben von Gegendarstellungen (Indikator für Propaganda) |
| Format                                  | - Es gibt ein Diskussionsforum, welches öffentlich zugänglich ist. - Die Quelle unterliegt einem Peer-Review. | - Es gibt ein gesperrtes oder nur eingeschränkt zugängliches Forum. - Leser oder andere Quellen widersprechen den Ansichten des Autors mittels rationaler Beweisführung oder Verweisen auf wissenschaftliche Quellen. |
| Quellenangaben                          | - Es lässt sich die Originalquelle („Patient null“) bestimmen. - Die Originalquelle bestätigt den Inhalt des Artikels. | - Die Quelle widerspricht dem Artikel oder behandelt ein anderes Thema. |
| Reproduzierbarkeit                      | - Es gibt weitere Quellen zum Thema, welche dieselbe Aussage treffen und zum selben Schluss kommen. - Es gibt weitere wissenschaftliche Studien und Metastudien, welche eine Studie bestätigen.                                                                                      | - Es gibt zurückgezogene Studien, welche dieselbe Aussage treffen. - Es gibt widersprüchliche Quellen oder andere Schlüsse aus denselben Voraussetzungen. |
| Aktualität                              | - Die Information ist zeitlich aktuell. | - Die Prämisse der Information hat sich zwischenzeitlich geändert. (z. B. ein zurückgezogener oder abgelehnter Gesetzestext) - Es gibt neuere Informationen, welche die zuvor getätigten Informationen widerlegen. |
| Fehlschlüsse und kognitive Verzerrungen | - Klare und eindeutige Formulierung. - Sachliche Formulierung. - Der Autor ist darum bemüht, häufige Fehlannahmen vorwegzunehmen. - Die Meinung des Lesers wird mittels nachvollziehbarer Gründe hinterfragt.                                                                        | - Der Artikel weist logische Fehlschlüsse auf. - Schlüsse des Autors lassen sich auch mittels kognitiver Verzerrungen erklären. - Formulierung mit Interpretationsspielraum oder Verwendung von Begriffen mit Interpretationsspielraum, ohne genaue Definition der Begriffe (z. B. Energie, Schwingung, Gott, Bewusstsein) - Verschwörungstheorien - Emotional geprägte Formulierung. - Die Meinung des Lesers wird ohne genau nachvollziehbare Schlusskette bestätigt. - Verwendung von Rhetorik |

### Kritik
Die Verwendung des Begriffs ‚Glaubwürdigkeit‘ durch die Medien als Kriterium zur Beurteilung von Politik und Politikern hat in den letzten Jahren inflationär zugenommen. Am Beispiel Richard von Weizsäckers wurde durch Roger Willemsen schon früh Kritik an diesem Schlagwort geübt:

„[…] nur auf staatstreuer Basis kann man ‚Glaubwürdigkeit‘ überhaupt als eine politisch relevante Kategorie verkaufen. Was soll es schließlich an einem Politiker zu glauben geben? Entweder heißt das, mit ihm stehen wir im Ausland gut da, sie nehmen uns nicht für das, was wir sind, dann ist seine Glaubwürdigkeit jene gelungene Irreführung, auf die wir offensichtlich angewiesen sind. Oder es heißt, daß man ihn über längere Zeit nicht beim öffentlichen Lügen erwischt hat, und das liegt auch bei Weizsäcker nur daran, daß man sich noch nicht die Mühe gemacht hat, all seine Reden zu vergleichen und ernst zu nehmen. So merkwürdig es nämlich ist: Wenn ein Politiker wirklich einmal von etwas erschüttert wäre und eine Sache rasch und einschneidend verändern wollte, würde man unweigerlich sagen: er ist für sein Amt nicht geeignet. Insofern ist ein Politiker per definitionem alles andere als glaubwürdig. Er sagt, er trauert, aber er trauert nicht, er sagt, er ist betroffen, aber betroffen ist er nicht. Er darf nie beim Wort genommen werden, denn er redet Fiktion, und mehr als jeder andere ist der Präsident das Produkt seiner eigenen Fiktion …“

## Sonderform „Street Credibility“
Die im urbanen Jugendbereich in den 2000er Jahren üblich gewordene Bezeichnung, wörtlich übersetzt „Straßenglaubwürdigkeit“, bedeutet, dass jemand mit hoher „street credibility“ (abgekürzt „street cred“) nicht in einer wohlhabenden und geschützten Umgebung aufgewachsen ist, sondern „von der Straße kommt“. Er stammt aus der Unterschicht, der Arbeiterklasse oder aus ärmeren Gebieten mit erhöhter Kriminalität und ist auch selbst oft kleinkriminell. Typisch ist ein aggressiv wirkendes Auftreten, das gewaltaffin wirkt. Teilweise besitzen auch diejenigen Street Credibility, die sich eine entsprechende Attitüde geben, z. B. Gangster-Rapper. Dagegen ist eine niedrige oder keine „street cred“ typisch für Kinder wohlhabender Eltern des Bürgertums, verbunden mit guter Schulbildung und angepasstem Verhalten.